# Jestem z Titov Veles
Jestem z Titov Veles (mac. Јас сум од Титов Велес) – film fabularny z 2007 roku produkcji macedońsko-słoweńsko-francuskiej, w reżyserii Teony Strugar Mitewskiej.

## Fabuła
Opowieść o trzech siostrach i kraju w okresie transformacji. Afrodita, Slawica i Sapho żyją w małym macedońskim miasteczku Titov Veles  i prowadzą wspólne gospodarstwo domowe. Sapho pragnie zdobyć wizę do Grecji, Slawica desperacko poszukuje bogatego męża, a Afrodita marzy o miłości i dzieciach. W nowej rzeczywistości muszą sobie poradzić z bezwzględnością i agresją nowobogackich.

## Obsada
- Łabina Mitewska jako Afrodita
- Ana Kostowska jako Slawica
- Nikolina Kujaca jako Sapho
- Peter Musewski jako Wiktor
- Keti Donczewska-Ilić jako Marija
- Mitko Apostołowski jako fryzjer
- Xhevdet Jashari jako Aco
- Jowica Mihajłowski jako lekarz
- Trajcze Dawczew jako praktykant u fryzjera
- Aleksandar Georgiew jako strażnik w fabryce
- Kirił Korunowski jako ojciec
- Jordanka Todorowa jako pielęgniarka

## Nagrody i wyróżnienia
- Festiwal Filmowy w Sarajewie: Grand Prix spécial
- Manaki Film Festiwal w Bitoli: Złota Kamera dla Virginie Saint-Martin
- Festiwal Filmowy w Lecce: nagroda specjalna jury dla najlepszej aktorki europejskiej
- Film został zgłoszony jako macedoński kandydat do nagrody Amerykańskiej Akademii Filmowej w kategorii: najlepszy film nieanglojęzyczny., ale nie otrzymał nominacji.